# Österreichische Fußball-Frauenmeisterschaft 2006/07
Die österreichische Fußball-Frauenmeisterschaft wurde 2006/07 zum 35. Mal nach der 35-jährigen Pause zwischen 1938 und 1972. ausgetragen. Die höchste Spielklasse ist die ÖFB-Frauenliga und wurde zum 2. Mal durchgeführt. Die zweithöchste Spielklasse, in dieser Saison die 28. Auflage, wurde in vier regionale Ligen unterteilt, wobei die 2. Liga Mitte zum ersten Mal, die 2. Liga Ost und die 2. Liga Süd zum ersten Mal und die 2. Division West, die sich nach längerer Zeit wieder an den Relegationsspielen beteiligte, zum ersten Mal ausgetragen wurde.
Österreichischer Fußballmeister wurde zum 5. Mal in Folge SV Neulengbach. Die Meister der zweithöchsten Spielklasse wurden USK Hof (Mitte), SV Groß-Schweinbarth (Ost), FC St. Veit/Glan (Süd) und FC Wacker Tirol (West). In den Relegationsspielen konnten sich USK Hof sowie der FC Wacker Tirol durchsetzen und waren somit berechtigt in der Saison 2007/08 in der ÖFB-Frauenliga zu spielen.

## Erste Leistungsstufe – ÖFB-Frauenliga

### Modus
Gespielt wurde analog der Herren-Bundesliga mit zehn Mannschaften. Der Meister qualifizierte sich für die UEFA Women’s Cup. Die beiden Tabellenletzten stiegen ab und die vier Meister der 2. Frauenliga traten in Relegationsspielen gegeneinander an.

### Saisonverlauf
In der ÖFB-Frauenliga wurden die Damen aus Neulengbach zum 5. Mal in Folge österreichischer Meister und holten sich mit dem Pokalsieg das Double. Auf den Rängen dahinter platzierten sich die Mannschaften LUV Graz und USC Landhaus. Die Mannschaft des Aufsteigers vom 1. DFC Leoben landete auf dem achten Tabellenrang. Die zweite Aufsteigerin der letzten Saison, LASK Ladies, musste ebenso absteigen wie der neuntplatzierte Gloggnitz.

### Abschlusstabelle
Die Meisterschaft endete mit folgendem Ergebnis:
| Pl.                            | Verein                 | Sp. | S  | U | N  | Tore    | Diff. | Punkte |
| ------------------------------ | ---------------------- | --- | -- | - | -- | ------- | ----- | ------ |
| 1.                             | SV Neulengbach (M, C)  | 18  | 18 | 0 | 0  | 154:140 | +140  | 54     |
| 2.                             | LUV Graz               | 18  | 12 | 0 | 6  | 064:340 | +30   | 36     |
| 3.                             | USC Landhaus           | 18  | 12 | 0 | 6  | 051:390 | +12   | 36     |
| 4.                             | USG Ardagger/Neustadtl | 18  | 11 | 1 | 6  | 049:280 | +21   | 34     |
| 5.                             | ASK Erlaa              | 18  | 8  | 2 | 8  | 033:400 | −7    | 26     |
| 6.                             | Union Kleinmünchen     | 18  | 8  | 2 | 8  | 051:650 | −14   | 26     |
| 7.                             | FC Südburgenland       | 18  | 8  | 1 | 9  | 056:360 | +20   | 25     |
| 8.                             | 1. DFC Leoben (RG)     | 18  | 5  | 1 | 12 | 025:610 | −36   | 16     |
| 9.                             | SV Gloggnitz           | 18  | 2  | 1 | 15 | 016:990 | −83   | 07     |
| 10.                            | LASK Ladies (RG)       | 18  | 2  | 0 | 16 | 022:105 | −83   | 06     |
| Stand: Endstand. Quelle: NOeFV |                        |     |    |   |    |         |       |        |

| (M)  | Österreichischer Fußball-Frauenmeister 2005/06 |
| (C)  | ÖFB-Ladies-Cup-Sieger 2005/06                  |
| (RG) | Gewinner der Relegation der Saison 2005/06     |

Qualifiziert über die Relegation
- 2. Liga Mitte – 2. Liga Süd: FC St. Veit/Glan (Relegation zur ÖFB-Frauenliga)
- 2. Division West – 2. Liga Ost: FC Wacker Tirol (Relegation zur ÖFB-Frauenliga)

### Torschützenliste
Die Torschützenkrone in der Frauenliga holte sich Nina Burger von Neulengbach mit 38 Treffern. Auf dem zweiten Rang platzierten sich mit zwei Toren Abstand Natascha Celouch und Maria Gstöttner, beide ebenfalls von Neulengbach.
| Pl. | Nat.       | Spieler             | Verein                 | Tore |
| --- | ---------- | ------------------- | ---------------------- | ---- |
| 01. | Osterreich | Nina Burger         | SV Neulengbach         | 38   |
| 02. | Osterreich | Natascha Celouch    | SV Neulengbach         | 26   |
| 02. | Osterreich | Maria Gstöttner     | SV Neulengbach         | 26   |
| 04. | Brasilien  | Rosana Dos Santos   | SV Neulengbach         | 18   |
| 04. | Osterreich | Melanie Fischer     | USG Ardagger/Neustadtl | 18   |
| 04. | Osterreich | Monika Gerzova      | FC Südburgenland       | 18   |
| 07. | Osterreich | Cornelia Haas       | LUV Graz               | 17   |
| 08. | Osterreich | Birgit Gumpenberger | SV Neulengbach         | 16   |
| 09. | Osterreich | Ramona Kern         | 1. DFC Leoben          | 14   |
| 09. | Osterreich | Alexandra Veronik   | LUV Graz               | 14   |
| 11. | Osterreich | Marion Gröbner      | USG Ardagger/Neustadtl | 13   |
| 11. | Osterreich | Tanja Legenstein    | ASK Erlaa              | 13   |
| 11. | Osterreich | Andrea Stadlhuber   | Union Kleinmünchen     | 13   |
| 14. | Osterreich | Susanne Koch        | FC Südburgenland       | 12   |

## Zweite Leistungsstufe
Die 2. Liga stellt die zweithöchste Leistungsgruppe im österreichischen Frauenfußball dar. Um die Kosten für die Vereine zu reduzieren, wird diese in vier regionalen Gruppen ausgespielt: 2. Liga Mitte, 2. Liga Ost, 2. Liga Süd und 2. Division West.
Die zweite Leistungsstufe bestand aus vier Ligen, getrennt nach Regionen:
- 2. Liga Mitte mit den Vereinen aus Oberösterreich (OFV) und Salzburg (SFV),
- 2. Liga Ost mit den Vereinen aus Niederösterreich (NÖFV) und Wien (WFV),
- 2. Liga Süd mit den Vereine aus Burgenland (BFV), Kärnten (KFV) und Steiermark (StFV) und
- 2. Division West mit den Vereinen aus Tirol (TFV) und Vorarlberg (VFV).

Der allgemeine Modus sieht vor, dass die Meister der Ligen in einer Relegation um den Aufstieg in die ÖFB-Frauenliga spielen konnten. Der Tabellenletzte der jeweiligen Liga stieg ab.

### 2. Liga Mitte

#### Modus
Die Liga bestand aus zehn Vereinen, die in zwei Durchgängen (Herbst und Frühjahr) insgesamt zweimal, das sind 14 Runden, gegeneinander spielten. Der letztplatzierte Verein steigt ab.

#### Saisonverlauf
Die 2. Liga Mitte wurde in dieser Saison zum 7. Mal ausgetragen. Die 2. Liga Mitte begann am 26. August 2006 und endete am 10. Juni 2007 mit der insgesamt 14. Runde. Auftaktspiel war das Match zwischen USK Hof und dem SV Spittal/Drau. Meister wurde die der USK Hof und war für die Relegation qualifiziert. Weil die Amateurmannschaft von Kleinmünchen nächste Saison in dieser Liga nicht mehr antritt, steigen die Damen von Union Nebelberg nicht ab.

#### Abschlusstabelle
Die Meisterschaft endete mit folgendem Ergebnis:
| Pl.                          | Verein                | Sp. | S  | U | N  | Tore    | Diff. | Punkte |
| ---------------------------- | --------------------- | --- | -- | - | -- | ------- | ----- | ------ |
| 1.                           | USK Hof               | 14  | 13 | 1 | 0  | 068:900 | +59   | 40     |
| 2.                           | SV Garsten            | 14  | 9  | 2 | 3  | 053:270 | +26   | 29     |
| 3.                           | ASKÖ Dionysen/Traun   | 14  | 8  | 3 | 3  | 034:240 | +10   | 27     |
| 4.                           | ASK Maxglan           | 14  | 7  | 2 | 5  | 043:270 | +16   | 23     |
| 5.                           | Union Geretsberg (N)  | 14  | 5  | 2 | 7  | 031:530 | −22   | 17     |
| 6.                           | SV Spittal/Drau       | 14  | 4  | 3 | 7  | 026:390 | −13   | 15     |
| 7.                           | Union Kleinmünchen II | 14  | 2  | 1 | 11 | 023:580 | −35   | 07     |
| 8.                           | Union Nebelberg (N)   | 14  | 0  | 2 | 12 | 012:530 | −41   | 02     |
| Stand: Endstand. Quelle: OFV |                       |     |    |   |    |         |       |        |

| (N) | Neueinsteiger aus der Landesliga der Saison 2005/06 |

Aufsteiger
- Oberösterreich: ASKÖ Doppl/Hart, Sportunion Wolfern
- Salzburg: keiner

#### Torschützenliste
unbekannt

### 2. Liga Ost

#### Modus
Da sich die Anzahl der teilnehmenden Teams von neun auf zehn erhöht hatte, wurde der Modus gegenüber der letzten Saison verändert. Die zehn Vereine spielten in zwei Durchgängen (Herbst und Frühjahr) zweimal gegeneinander, das sind insgesamt 18 Runden. Die letztplatzierte Mannschaft der Meisterschaft musste hingegen in die jeweiligen Landesliga absteigen.

#### Saisonverlauf
Die 2. Liga Ost wurde in dieser Saison zum 8. Mal ausgetragen. Meister wurde die der SV Groß-Schweinbarth und war für die Relegation qualifiziert. Einer der Aufsteiger dieser Saison, FFC Favoriten, musste wieder absteigen.

#### Abschlusstabelle
Die Meisterschaft endete mit folgendem Ergebnis:
| Pl.                            | Verein                | Sp. | S  | U | N  | Tore    | Diff. | Punkte |
| ------------------------------ | --------------------- | --- | -- | - | -- | ------- | ----- | ------ |
| 1.                             | SV Groß-Schweinbarth  | 18  | 14 | 1 | 3  | 108:240 | +84   | 43     |
| 2.                             | SV Horn (RV)          | 18  | 14 | 1 | 3  | 083:170 | +66   | 43     |
| 3.                             | SV Neulengbach II (N) | 18  | 12 | 1 | 5  | 076:290 | +47   | 37     |
| 4.                             | SV Langenrohr         | 18  | 11 | 2 | 5  | 067:380 | +29   | 35     |
| 5.                             | USC Landhaus II       | 18  | 11 | 2 | 5  | 067:380 | +29   | 35     |
| 6.                             | 1. SVg Guntramsdorf   | 18  | 8  | 3 | 7  | 062:390 | +23   | 27     |
| 7.                             | ESV Süd-Ost           | 18  | 5  | 2 | 11 | 030:420 | −12   | 17     |
| 8.                             | DFV Juwelen Janecka   | 18  | 4  | 3 | 11 | 033:720 | −39   | 15     |
| 9.                             | DFC Heidenreichstein  | 18  | 3  | 2 | 13 | 033:530 | −20   | 11     |
| 10.                            | FFC Favoriten (N)     | 18  | 0  | 1 | 17 | 012:207 | −195  | 01     |
| Stand: Endstand. Quelle: NOeFV |                       |     |    |   |    |         |       |        |

| (N)  | Neueinsteiger aus der Landesliga der Saison 2005/06 |
| (RV) | Verlierer der Relegation der Saison 2005/06         |

Aufsteiger
- Niederösterreich: SV Ladies Furth
- Wien: DSV Wien 04

#### Torschützenliste
unbekannt

### 2. Liga Süd

#### Modus
Die Liga bestand aus acht Vereinen, die zweimal gegeneinander spielten. Nach diesen 18 Runden kämpfte der Meister in der Relegation um den Aufstieg in die ÖFB-Frauenliga. Die letztplatzierte Mannschaft steigt ab.

#### Saisonverlauf
Die 2. Liga Süd begann am 19. August 2006 und endete am 10. Juni 2007 mit der insgesamt 14. Runde. Auftaktspiel war die Begegnung zwischen ASV St. Margarethen/Lavanttal und FC Maria Lankowitz. Meister wurde FC St. Veit/Glan, knapp vor ASV St. Margarethen/Lavanttal, und war für die Relegation qualifiziert. FC Maria Lankowitz als Letztplatzierter stieg ab.

#### Abschlusstabelle
Die Meisterschaft endete mit folgendem Ergebnis:
| Pl.                           | Verein                             | Sp. | S  | U | N  | Tore    | Diff. | Punkte |
| ----------------------------- | ---------------------------------- | --- | -- | - | -- | ------- | ----- | ------ |
| 1.                            | FC St. Veit/Glan (N)               | 14  | 13 | 0 | 1  | 107:100 | +97   | 39     |
| 2.                            | ASV St. Margarethen/Lavanttal (RV) | 14  | 13 | 0 | 1  | 090:120 | +78   | 39     |
| 3.                            | SC St. Ruprecht/Raab               | 14  | 9  | 1 | 4  | 051:300 | +21   | 28     |
| 4.                            | FC Südburgenland II                | 13  | 5  | 1 | 7  | 023:450 | −22   | 16     |
| 5.                            | SC Unterpremstätten                | 14  | 5  | 1 | 8  | 031:600 | −29   | 16     |
| 6.                            | FC Ligist                          | 14  | 2  | 4 | 8  | 015:570 | −42   | 10     |
| 7.                            | Schönberger LUV II                 | 14  | 2  | 1 | 11 | 017:520 | −35   | 07     |
| 8.                            | FC Maria Lankowitz                 | 13  | 1  | 2 | 10 | 011:790 | −68   | 05     |
| Stand: Endstand. Quelle: StFV |                                    |     |    |   |    |         |       |        |

| (N)  | Neueinsteiger aus der Landesliga der Saison 2005/06 |
| (RV) | Verlierer der Relegation der Saison 2005/06         |

Aufsteiger
- Burgenland: keiner
- Kärnten: keiner
- Steiermark: SV Gössendorf

#### Torschützenliste
- 41 Tore: Anja Wutte (FC St. Veit/Glan)
- 27 Tore: Iris Robitsch (FC St. Veit/Glan)
- 18 Tore: Sonja Ringswirth (ASV St. Margarethen/Lavanttal)

### 2. Division West
Die 2. Division West beteiligte sich seit längerer Zeit an den Relegationsspielen, da mehrere Vereine im Westen Österreichs teilnahmen und die die Unkosten eines Meisterschaftsbetriebes in der ÖFB-Frauenliga finanzieren konnten.

#### Modus
Da sich die Anzahl der teilnehmenden Teams von neun auf elf erhöht hatte, wurde der Modus gegenüber der letzten Saison verändert. Die elf Vereine, spielten wie voriges Jahr in zwei Durchgängen (Herbst und Frühjahr) insgesamt zweimal gegeneinander. Jedoch waren es pro Durchgang 9 Runden, wobei jede Runde ein Team pausiert. Während der Meisterschaft wurde ein Verein, der nicht mehr genannt wurde, aus wirtschaftlichen Gründen zurückgenommen. Die Spiele dieses Vereines wurden gar nicht gewertet und so pausierten 2 Vereine pro Runde. Aus diesem Grund wurde insgesamt 18 Runden und 14. Spielen pro Verein der Meister gekürt, der in der Relegation um den Aufstieg in die ÖFB-Frauenliga mitspielen durfte. Die letztplatzierten Mannschaften der Meisterschaft mussten hingegen in die jeweiligen Landesligen absteigen.

#### Saisonverlauf
Die 2. Division West begann am 9. September 2006 und endete am 16. Juni 2007 mit der 18. Runde. Meister wurde überlegen FC Wacker Tirol mit 42 Punkten und einem Torverhältnis von 158 Toren und spielte Relegation um den Aufstieg in die ÖFB-Frauenliga. Aus sportlichen oder wirtschaftlichen Gründen stiegen FC Rätia Bludenz, SPG FC Alberschwende/FC Egg, FC Nüziders und FC Zirl ab.

#### Abschlusstabelle
Die Meisterschaft endete mit folgendem Ergebnis:
| Pl.                          | Verein                      | Sp. | S  | U | N  | Tore    | Diff. | Punkte |
| ---------------------------- | --------------------------- | --- | -- | - | -- | ------- | ----- | ------ |
| 1.                           | FC Wacker Tirol 2LW1        | 14  | 14 | 0 | 0  | 160:200 | +158  | 42     |
| 2.                           | FC Koblach                  | 14  | 10 | 1 | 3  | 048:160 | +32   | 31     |
| 3.                           | Schwarz-Weiß Bregenz 2LW2   | 14  | 10 | 1 | 3  | 062:170 | +45   | 31     |
| 4.                           | FC Lingenau                 | 14  | 6  | 2 | 6  | 032:310 | +1    | 20     |
| 5.                           | FC Rätia Bludenz            | 14  | 4  | 0 | 10 | 016:730 | −57   | 12     |
| 6.                           | SPG FC Alberschwende/FC Egg | 14  | 3  | 2 | 9  | 015:630 | −48   | 11     |
| 7.                           | FC Nüziders                 | 14  | 3  | 1 | 10 | 018:980 | −80   | 10     |
| 8.                           | FC Zirl                     | 14  | 2  | 1 | 11 | 008:590 | −51   | 07     |
| Stand: Endstand. Quelle: TFV |                             |     |    |   |    |         |       |        |

Aufsteiger
- Tirol: FC Wacker Innsbruck II
- Vorarlberg: FC Lustenau

#### Torschützenliste
unbekannt

## Relegation

### Relegation zur ÖFB-Frauenliga
Es gab zwei Relegationsduelle um den Aufstieg in die ÖFB-Frauenliga für die Saison 2007/08, die jeweils in einem Hinspiel und einem Rückspiel, ausgetragen wurde.
Das eine Duell bestritten die Meister der 2. Liga Mitte und der 2. Liga Süd, das waren USK Hof und FC St. Veit/Glan.
| Datum                       |               | Gesamt  |                        | Hinspiel  | Rückspiel |
| --------------------------- | ------------- | ------- | ---------------------- | --------- | --------- |
| 16. Juni 2007 23. Juni 2007 | USK Hof (2LM) | 4:4 (a) | FC St. Veit/Glan (2LS) | 3:2 (1:0) | 1:2 (1:1) |

| Legende: (2LM): 2. Liga Mitte, (2LS): 2. Liga Süd |

Das andere Duell fand zwischen den Meistern der 2. Liga Ost und der 2. Division West, das waren SV Groß-Schweinbarth und FC Wacker Tirol, statt.
| Datum                       |                       | Gesamt |                            | Hinspiel  | Rückspiel |
| --------------------------- | --------------------- | ------ | -------------------------- | --------- | --------- |
| 16. Juni 2007 23. Juni 2007 | FC Wacker Tirol (2LW) | 10:1   | SV Groß-Schweinbarth (2LO) | 5:0 (3:0) | 5:1 (3:1) |

| Legende: (2LO): 2. Liga Ost, (2LW): 2. Division West |

Somit setzten sich FC St. Veit/Glan durch die Auswärtstorregel und FC Wacker Tirol in den Duellen durch und waren für die Saison 2007/08 spielberechtigt.